# Carles Barba Masagué
Carles Barba Masagué, o Carlos Barba, (Tarrasa, 21 de marzo de 1923-Ibidem, 10 de noviembre de 2020) fue un empresario y director de cine documental español, destacado por retratar la sociedad española, particularmente la catalana, del tardofranquismo.

## Biografía
Estudió en las Escuelas Pías de Tarrasa, se licenció como perito mercantil y comerció con materias primas textiles. Como muchos amateurs, descubrió su pasión por el documental de forma espontánea, registrando en imágenes sus vivencias.
Su cine constituye un documental de la época franquista, mayoritariamente en lengua catalana, documentando la sociedad burguesa que frecuentaba, por ejemplo, el Club de Polo, pero también las condiciones de vida de los últimos inmigrantes, haciéndose acompañar por Francesc Candel. Sus guiones destilaban un humor agridulce cruzando los límites de lo correcto en la época con cierta ambigüedad y presentando las dos caras más opuestas de la moral social de aquella época. Él mismo acepta que, a veces, ha sido cruel en sus planteamientos.
El crítico Jordi Tomàs definió a Carles Barba como un director que practicaba un documental alejado de los cánones tradicionales, con ironía y una cantidad casi caleidoscòpica de imágenes aparentemente inconexas, que por la magia de un incisivo comentario y un montaje vertebrador adquieren coherencia. Su ritmo ágil y la abundancia de una interesante tipología humana, con reminiscencias fellinianas fueron también características definitorias de su estilo.
Obtuvo el reconocimiento varias veces del Concurso Nacional de Cine Amateur convocado por el CIEGO con las películas ¡A mí Paris!, "Pinceladas romanas", “Barcelona, Barcelona" y “Barcelona Show”. Fue ganador del primer premio al Concurso Nacional de Segovia con “Los Sanfermines”. Ganó dos veces el entonces dicho Premio Ciudad de Barcelona, con los films Primera Copa del Mundo Barcelona (1971) y Aspectos y Personajes de Barcelona (1964). Ganó también el Premio Cinematográfico de Turismo con el documental "Todo júbilo se hoy la grande Toledo".
Falleció el 10 de noviembre de 2020 a los noventa y siete años en su ciudad natal.